# Raoul Tack
Raoul Honoré Léon Tack (Vorst, 26 juni 1895 - Ukkel, 31 maart 1973) was een Belgisch journalist, redacteur, bestuurder en politicus voor de liberale Partij.

## Levensloop
Tack was een kleinneef van de katholieke volksvertegenwoordiger Pierre Tack, maar hij trad toe tot de Liberale Partij.
Hij begon als journalist bij Le Petit Bleu. Hij werd oorlogsvrijwilliger in 1914 en trok in 1916 mee naar Afrika, waar hij deelnam aan de Slag bij Tabora. Vanaf 1919 was hij journalist bij La Dernière Heure. Als sportjournalist volgde hij vele jaren de Ronde van Frankrijk, waarover hij des articles d'ambiance schreef. Hij was ook parlementair en diplomatiek chroniqueur. Daarnaast volgde hij ook de gemeenteraadszittingen in Brussel. Na 1949 schreef hij vooral over kunsten en letteren en schreef hij ook voor Le Face à Main.
Hij was voorzitter van de Brusselse afdeling van de Algemene Belgische Persbond (BPB) en vanaf 1948 nationaal voorzitter van deze organisatie. Tijdens de Tweede Wereldoorlog werd hij in juli 1941 als gijzelaar opgesloten in het Fort van Hoei, samen met onder meer de Brusselse burgemeesters Joseph Vandemeulebroek, Charles Janssens, Ernest De Muyter en andere prominenten onder wie Adolphe Van Glabbeke en Fernand Brunfaut. Op 19 december 1942 hield hij een conferentie voor zijn medegevangenen, onder de titel Souvenirs de presse, op 6 januari 1943 over La campagne d'Afrique 1914-1918, op 18 januari 1943 over de Ronde van Frankrijk en op 1 februari 1943 over La naissance du Général Weygand. De gijzelaars werden in 1943 vrijgelaten.
Hij werd in 1946 verkozen tot liberaal provinciaal senator voor Brabant en vervulde dit mandaat tot in 1949. Tijdens dezelfde periode werd hij een intimus van prins Karel, de regent. In opdracht van de diensten van de prins schreef hij een korte biografie van Karel, waarin hij hem een actieve, zelfs leidende rol toedichtte in het Verzet.
Tack steunde ook André Sinave, door hem het nodige papier te bezorgen, nog schaars na de oorlog, om het stripweekblad Tintin te kunnen uitgeven.

## Publicaties
- La Belgique dans la nuit: résistance de la presse libre devant l'ennemi, in: Résistance
- La section bruxelloise de l'association générale de la Presse belge